# Laverdines
Laverdines is een plaats en voormalige gemeente in het Franse departement Cher in de regio Centre-Val de Loire en telt 56 inwoners (2009). De plaats maakt deel uit van het arrondissement Bourges.

## Geografie
De gemeente is op 1 januari 2019 samen met Saligny-le-Vif opgegaan in Baugy die daarmee de status van commune nouvelle kreeg. 
De oppervlakte van Laverdines bedraagt 9,4 km², de bevolkingsdichtheid is dus 6 inwoners per km².
De onderstaande kaart toont de ligging van Laverdines met de belangrijkste infrastructuur en aangrenzende gemeenten.

## Demografie
Onderstaande figuur toont het verloop van het inwonertal (bron: INSEE-tellingen).